# Retipenna notata
Retipenna notata is een insect uit de familie van de gaasvliegen (Chrysopidae), die tot de orde netvleugeligen (Neuroptera) behoort. 
Retipenna notata is voor het eerst wetenschappelijk beschreven door Navás in 1910.